# Niels Grunnet
Niels Peter Grønbech Grunnet (født 20. november 1901 på Frederiksberg, død 22. september 1974 i Charlottenlund) var en dansk journalist og redaktør, der gennem mere end 30 år var ansvarshavende chefredaktør for DR's Radioavisen.
Niels Grunnet, der var søn af en frimenighedspræst, begyndte allerede som 17-årig at skrive for aviser tilknyttet den konservative presse. Han blev senere chef for aviser i Svendborg og Kerteminde og var derefter i kortere perioder ansat ved Jydske Tidende og B.T.. I 1933 kom han til Pressens Radioavis, som han i 1939 blev ansvarshavende chefredaktør for. Han fortsatte i stillingen helt frem til han faldt for aldersgrænsen i 1971, kun afbrudt af en kort periode under besættelsen.
I september 1944 flygtede han til Sverige, hvor han i samarbejde med Radiotjänst oplæste daglige nyhedsudsendelser, der blev udsendt via svenske radiostationer til et stort dansk publikum. De udgjorde et alternativ til nyhederne fra Dansk Pressetjeneste i Stockholm, britiske BBC og amerikanske ABSIE.
Som chef for Radioavisen stod han for en politisk neutral linje, der var nøgternt referende og afviste, at udsendelserne skulle være mere morsomme, sensationelle eller engagerede i sit udtryk.
Niels Grunnet blev ridder af Dannebrog i 1947, ridder af 1. grad af Dannebrog i 1954 og kommandør af Dannebrog i 1964.
Han er er begravet på Ordrup Kirkegård.